# Мадемуазель Нитуш (фильм)
«Мадемуазель Нитуш» (фр. Mam'zelle Nitouche) — французский кинофильм по одноименной оперетте Ф. Эрве. В эпизодической роли старшего вахмистра снялся Луи де Фюнес.

## Сюжет
Господин Селестен (Фернандель) ведёт уроки музыки в монастырском приюте для девочек. Он сама скромность и умеренность. Но только днём, ночью же он оставляет свои добродетели и свой строгий костюм в монастыре, а сам, облачившись в щегольской наряд, превращается в мсье Флоридора — сочинителя оперетт. Монахини даже не подозревают о двойной жизни Селестена, но воспитанницам монастыря становится известно о ночных отлучках преподавателя. Одна из них — Дениза (Пьер Анджели) — обнаружила ноты его оперетт и выучила все партии. Она влюблена в музыку Флоридора и уговаривает Селестена взять её с собой в театр. Вскоре такой случай представился: Селестену поручают отвезти Денизу на смотрины, её отец подыскал ей жениха — молодого офицера. Учитель и ученица отправляются в дорогу.